# Toacris
Toacris es un género de saltamontes de la subfamilia Catantopinae, familia Acrididae, y está asignado a la tribu Tauchirini. Este género se distribuye en el sudeste de China y Vietnam, y se cree que podría estar presente en el resto de Indochina.

## Especies
Las siguientes especies pertenecen al género Toacris:
- Toacris gorochovi Storozhenko, 1992
- Toacris nanlingensis Liu & Yin, 1988
- Toacris shaloshanensis Tinkham, 1940
- Toacris yaoshanensis Tinkham, 1940